# Stepnoie (Mikhàilovski)
|  | Per a altres significats, vegeu «Stepnoie». |

Stepnoie (en rus: Степное) és un poble del krai de Primórie, a l'Extrem Orient de Rússia, pertany al districte rural de Mikhàilovski. El 2010 tenia 196 habitants.